# I. e. 703
Évszázadok: i. e. 9. század – i. e. 8. század – i. e. 7. század
Évtizedek: i. e. 750-es évek – i. e. 740-es évek – i. e. 730-as évek – i. e. 720-as évek – i. e. 710-es évek – i. e. 700-as évek – i. e. 690-es évek – i. e. 680-as évek – i. e. 670-es évek – i. e. 660-as évek – i. e. 650-es évek
Évek: i. e. 708 – i. e. 707 – i. e. 706 – i. e. 705 –  i. e. 704 – i. e. 703 – i. e. 702 – i. e. 701 – i. e. 700 – i. e. 699 – i. e. 698

## Események
- a médek először jelennek a forrásokban, Szín-ahhé-eríba évkönyve említi a számára addig ismeretlen médek követeit, akik ajándékot vittek neki
- II. Marduk-apla-iddína elfoglalja az asszíroktól Babilont, de Szín-ahhé-eríba visszafoglalja

## Trónra lépések
- II. Marduk-zákir-sumi Babilonban
- II. Marduk-apla-iddína Babilonban másodszor